# Anselmo Colzani
Anselmo Colzani (Budrio, 28 marzo 1918 – Milano, 19 marzo 2006) è stato un baritono italiano.

## Biografia
Studia con Corrado Zambelli, debuttando nel novembre del 1946 al Teatro Comunale di Bologna nella parte dell'Araldo in Lohengrin, cui seguono numerose scritture nei teatri italiani.
Debutta al Teatro alla Scala di Milano nel 1952 con Cavalleria rusticana, cui seguono, nel 1956, Fedora e Sansone e Dalila, a fianco di Mario Del Monaco e Giulietta Simionato. Nel 1955 è tra gli interpreti di un'importante produzione di Poliuto alle Terme di Caracalla, a fianco di Maria Caniglia e Giacomo Lauri Volpi.
Si reca frequentemente negli Stati Uniti, prima a San Francisco nel 1956 e successivamente al Teatro Metropolitan di New York, dove appare regolarmente dal 1960 a partire dal ruolo del protagonista in Simon Boccanegra, rimasto vacante un mese prima per la improvvisa scomparsa di Leonard Warren. Al Met appare per diciotto anni, di cui quattordici consecutivi, esibendosi in opere di repertorio quali Nabucco, Aida, Lucia di Lammermoor, Otello, Tosca, La fanciulla del West, La Gioconda.
È il primo interprete, nel 1955 al Teatro alla Scala di Milano, del ruolo del protagonista in David di Darius Milhaud; l'anno successivo prende parte alla prima assoluta di Troilo e Cressida di William Walton. Nel 1964 approda al repertorio brillante interpretando al Met il ruolo di Falstaff, ripreso anche alla Scala nel 1967, a cui si aggiungono Le convenienze ed inconvenienze teatrali nel 1970 a Venezia.  Appare per l'ultima volta sulle scene nel 1980 nel ruolo di Scarpia.

## Repertorio
| Ruolo                                | Titolo                                   | Autore      |
| ------------------------------------ | ---------------------------------------- | ----------- |
| Escamillo                            | Carmen                                   | Bizet       |
| Michonnet                            | Adriana Lecouvreur                       | Cilea       |
| Donna Agata                          | Le convenienze ed inconvenienze teatrali | Donizetti   |
| Enrico Ashton                        | Lucia di Lammermoor                      | Donizetti   |
| Severo                               | Poliuto                                  | Donizetti   |
| Carlo Gérard                         | Andrea Chénier                           | Giordano    |
| De Sirieux                           | Fedora                                   | Giordano    |
| Neri Chiaramantesi                   | La cena delle beffe                      | Giordano    |
| Toante                               | Ifigenia in Tauride                      | Gluck       |
| Tonio/Taddeo                         | Pagliacci                                | Leoncavallo |
| Compare Alfio                        | Cavalleria rusticana                     | Mascagni    |
| David                                | David                                    | Milhaud     |
| Teseo                                | Fedra                                    | Pizzetti    |
| Barnaba                              | La Gioconda                              | Ponchielli  |
| Napoleone Bonaparte                  | Guerra e pace                            | Prokof'ev   |
| Marcello                             | La bohème                                | Puccini     |
| Vitellio Scarpia                     | Tosca                                    | Puccini     |
| Sharpless                            | Madama Butterfly                         | Puccini     |
| Jack Rance                           | La fanciulla del West                    | Puccini     |
| Gran Sacerdote di Dagon              | Sansone e Dalila                         | Saint-Saëns |
| Filippo Augusto                      | Agnese di Hohenstaufen                   | Spontini    |
| Nabucco                              | Nabucco                                  | Verdi       |
| Macbeth                              | Macbeth                                  | Verdi       |
| Rigoletto                            | Rigoletto                                | Verdi       |
| Conte di Luna                        | Il trovatore                             | Verdi       |
| Simon Boccanegra                     | Simon Boccanegra                         | Verdi       |
| Don Carlo di Vargas                  | La forza del destino                     | Verdi       |
| Amonasro                             | Aida                                     | Verdi       |
| Jago                                 | Otello                                   | Verdi       |
| Sir John Falstaff                    | Falstaff                                 | Verdi       |
| Araldo del Re Federico di Telramondo | Lohengrin                                | Wagner      |
| Gianciotto Malatesta                 | Francesca da Rimini                      | Zandonai    |

## Disco e videografia

### Incisioni in studio
- Lucia di Lammermoor - Dolores Wilson, Gianni Poggi, Anselmo Colzani, Silvio Maionica - dir. Franco Capuana - Urania 1951
- La forza del destino - Adriana Guerrini, Giuseppe Campora, Anselmo Colzani, Giuseppe Modesti, Miriam Pirazzini - dir. Armando La Rosa Parodi - Urania 1952
- La Gioconda - Anita Corridori, Giuseppe Campora, Anselmo Colzani, Miriam Pirazzini, Fernando Corena, Rina Cavallari - dir. Armando La Rosa Parodi - Urania 1952

### Registrazioni dal vivo
- La cena delle beffe - Gigliola Frazzoni, Anselmo Colzani, Antonio Annaloro, Mafalda Micheluzzi - dir. Oliviero De Fabritiis - RAI-Milano 1950 EJS/Myto
- Guerra e pace (in ital.) - Ettore Bastianini, Franco Corelli, Fedora Barbieri, Rosanna Carteri, Mirto Picchi, Anselmo Colzani - dir. Artur Rodziński - Firenze 1953 Melodram
- Fedra - Mercedes Fortunati, Anselmo Colzani, Aldo Bertocci, Nicola Zaccaria, Silvio Majonica - dir. Nino Sanzogno - RAI-Milano 1954 Opera D'Oro
- Agnese di Hohenstaufen - Lucilla Udovich, Franco Corelli, Francesco Albanese, Giangiacomo Guelfi, Anselmo Colzani - dir. Vittorio Gui - Firenze 1954 Cetra/Melodram/Myto
- Aida - Antonietta Stella, Franco Corelli, Fedora Barbieri, Anselmo Colzani, Mario Petri - dir. Vittorio Gui - Napoli 1955 Bongiovanni/IDIS
- Monte Ivnor - Leyla Gencer, Miriam Pirazzini, Anselmo Colzani, Nestore Catalani - dir. Armando La Rosa Parodi - RAI-Milano 1957 GOP
- Ifigenia in Tauride - Maria Callas, Dino Dondi, Francesco Albanese, Anselmo Colzani, Fiorenza Cossotto - dir. Nino Sanzogno - La Scala 1957 EMI
- Otello - Mario Del Monaco, Marcella Pobbe, Anselmo Colzani, dir. Vincenzo Bellezza - Napoli 1957 Opera Lovers
- Tosca - Renata Tebaldi, Franco Corelli, Anselmo Colzani - Livorno 1959 Walhall
- Francesca da Rimini - Leyla Gencer, Renato Cioni, Ansemo Colzani - dir. Franco Capuana - Trieste 1961 Cetra/Arkadia
- Andrea Chenier - Franco Corelli, Zinka Milanov, Anselmo Colzani - dir. Fausto Cleva - Met 1962 Lyric Distribution/Opera Lovers
- Macbeth - Anselmo Colzani, Leonie Rysanek, Giorgio Tozzi, Carlo Bergonzi, dir. Joseph Rosenstock - Met 1962 Living Stage/Bensar
- La fanciulla del west - Dorothy Kirsten, Richard Tucker, Anselmo Colzani - dir. Fausto Cleva - Met 1962 Myto
- Adriana Lecouvreur - Renata Tebaldi, Franco Corelli, Biserka Cvejic, Anselmo Colzani - dir. Silvio Varviso - Met 1963 GOP/Living Stage
- Falstaff - Anselmo Colzani, Gabriella Tucci, Regina Resnik, Mario Sereni, Luigi Alva, Judith Raskin, dir. Leonard Bernstein - Met 1964 Opera Lovers
- Pagliacci - Franco Corelli, Lucine Amara, Anselmo Colzani - dir. Nello Santi - Met 1964 Melodram/Myto
- La fanciulla del west - Dorothy Kirsten, Franco Corelli, Anselmo Colzani - dir. Anton Guadagno - Philadelphia 1964 Melodram
- La fanciulla del west - Magda Olivero, Gastone Limarilli, Anselmo Colzani - dir. Fernando Previtali - Torino 1966 MRF
- La Gioconda - Renata Tebaldi, Franco Corelli, Anselmo Colzani, Mignon Dunn, Joshua Hecht - dir. Anton Guadagno - Filadelfia 1966 On Stage/BCS
- Andrea Chenier - Franco Corelli, Renata Tebaldi, Anselmo Colzani - dir. Lamberto Gardelli - Met 1966 Myto
- La Gioconda - Renata Tebaldi, Gianfranco Cecchele, Anselmo Colzani, Franca Mattiucci, Paolo Washington - dir. Lamberto Gardelli - Napoli 1968 Hardy Classic
- Adriana Lecouvreur - Renata Tebaldi, Plácido Domingo, Elena Cernei, Anselmo Colzani - dir. Fausto Cleva - Met 1968 SRO
- Tosca - Elinor Ross, Carlo Bergonzi, Anselmo Colzani - dir. Francesco Molinari-Pradelli - Met 1970 Opera Lovers

### Video
- Carmen - Belen Amparan, Franco Corelli, Elda Ribetti, Anselmo Colzani - dir. Nino Sanzogno - Film TV 1956 - in italiano - Hardy Classics (DVD)
- La fanciulla del west - Antonietta Stella, Gastone Limarilli, Anselmo Colzani - dir. Oliviero De Fabritiis - dal vivo Tokyo 1963 VAI (DVD)
- Aida - Leyla Gencer, Carlo Bergonzi, Fiorenza Cossotto, Anselmo Colzani, Bonaldo Giaiotti - dir. Franco Capuana - dal vivo Arena di Verona 1966 - Hardy Classics (DVD)